# Robert Bogue
Robert Timothy Bogue (Minden (Nebraska), 27 augustus 1964) is een Amerikaans acteur. 
Bogue is vooral bekend van zijn rol als A.C. Mallet in de televisieserie Guiding Light waar hij in 358 afleveringen speelde (2005-2009).

## Biografie
Bogue werd geboren in Minden (Nebraska) als jongste van drie kinderen, hij groeide op in Hays (Kansas) en Richmond (Kentucky). Hij heeft gestudeerd aan de Colorado College in Colorado Springs en haalde zijn diploma in internationale politieke economie. Na zijn studie begon hij met zijn acteercarrière in lokale theaters in New York.
Bogue was tot en met 2008 getrouwd met waaruit hij twee kinderen heeft. In 2011 is hij opnieuw getrouwd en heeft hieruit een kind.

## Filmografie

### Films
Uitgezonderd korte films.
- 2021 Project Pay Day - als Adam
- 2020 Naked Singularity - als Coburn
- 2020 Across the Pacific - als Bill Grooch
- 2019 The MisEducation of Bindu - als schoolhoofd Schroeder
- 2017 Price for Freedom - als Ronald Reagan
- 2016 Joker's Wild - als congreslid Arthur Butler
- 2015 Lucky N#mbr - als Vance Avery
- 2015 Rock Story - als Mario Cash
- 2014 Old 37 - als rechercheur Higgins
- 2014 Lullaby - als Steven Lavipour
- 2014 Rock Story - als Mario Cash
- 2013 Sleeping with the Fishes - als Freddy Fine
- 2013 Scavenger Killers – als rechter Taylor Limone
- 2013 Captured Hearts – als Gary Granite
- 2012 Modern Love - als Henry Caldwell
- 2009 The Good Guy – als Johnny
- 2008 Frost – als Russell
- 2008 Poundcake – als Ed Spade
- 2006 5up 2down – als Claude
- 2005 Backseat – als Ben
- 2005 The Exonerated – als Doyle
- 2002 Heartbreak Hospital – als Scoop Rodgers
- 2002 Matthew Blackheart: Monster Smasher – als Matthew Blackheart
- 2000 In the Weeds – als Tom
- 1999 Not Afraid to Say... – als Alex
- 1999 24 Nights – als Stan
- 1997 The Definite Maybe – als Ted
- 1996 True Blue – als Jeff Chambers
- 1996 Vibrations – als Gabe

### Televisieseries
Uitgezonderd eenmalige gastrollen.
- 2020 Chicago Fire - als kapitein Greg Delaney - 2 afl.
- 2016 NASCAR: The Rise of American Speed - als verteller - 3 afl.
- 2014 Wallflowers - als Fred - 4 afl.
- 2009 - 2010 All's Faire – als Sir Robert - ? afl.
- 2005 – 2009 Guiding Light – als A.C. Mallet – 358 afl.
- 2002 The Education of Max Bickford – als Ron McClain – 2 afl.
- 1999 – 2000 Oz – als Jason Cramer – 5 afl.

### Computerspellen
- 2013 Grand Theft Auto V - als Steve Haines
- 2010 Red Dead Redemption - als Red Harlow
- 2009 Grand Theft Auto IV: The Ballad of Gay Tony – als Troy
- 2004 Red Dead Revolver – als Red Harlow